# دواين ماكلين
دواين ماكلين (بالإنجليزية: Dwayne McClain)‏ مواليد 7 فبراير 1963 في ورسستر، هو لاعب كرة سلة أمريكي معتزل. بدأ مسيرته الاحترافية في سنة 1985. تم اختياره من قبل فريق إنديانا بايسرز خلال الدرافت. حمل الرقم 44. يبلغ طوله 6 قدم 6 بوصة (2.0 م). اعتزل اللعب في 1997.

## المسيرة الاحترافية
لعب مع إنديانا بايسرز في موسم 1985–1986، ثم لعب مع نانسي باسكت في الدوري الفرنسي في موسم 1986–1987، ثم لعب مع سيدني كينجز في الدوري الأسترالي من سنة 1991 إلى 1993، ثم لعب مع بريزبن بولتز في سنة 1997.

## روابط خارجية
- دواين ماكلين على موقع إن بي أي (الإنجليزية)
- دواين ماكلين على موقع سبورتس رفرنس (الإنجليزية)
- دواين ماكلين على موقع كلية كرة السلة في سبورتس رفرنس.كوم (الإنجليزية)
- دواين ماكلين على موقع ريلجم (الإنجليزية)
- دواين ماكلين على موقع بروبوليرز (الإنجليزية)